# Рьомст
Рьомст (на нидерландски: Rumst) е селище в Северна Белгия, провинция Антверпен. Намира се на 15 km южно от град Антверпен. При Рьомст реките Дейле и Нете се сливат в река Рьопел. Населението му е около 14 600 души (2006).

## Известни личности
Родени м Рьомст
- Крис Петерс (р. 1962), политик